# Singapurische Badmintonmeisterschaft 1963/64
Die Singapurische Badmintonmeisterschaft 1963/64 fand Anfang Juli 1963 statt. 

## Finalresultate
| Disziplin    | Sieger                     | Finalist                        | Ergebnis         |
| ------------ | -------------------------- | ------------------------------- | ---------------- |
| Herreneinzel | Lim Wei Lon                | Wong Peng Soon                  | 15-13, 15-5      |
| Dameneinzel  | Prathin Pattabongse        | Luanne Lim                      | 8-11, 11-4, 11-6 |
| Herrendoppel | Ong Poh Lim Wee Choon Seng | Omar bin Ibrahim Ismail Ibrahim | 15-2, 15-0       |
| Damendoppel  | Luanne Lim Woo Ti Soo      | Goh See Meng Lily Sim           | 15-3, 15-0       |
| Mixed        | Ong Poh Lim Luanne Lim     | Tan Boon Liat Agnes Chua        | 18-15, 15-6      |